# Stazione di Seghedino
La stazione di Seghedino (Szeged pályaudvar in ungherese) è la principale stazione ferroviaria della città ungherese di Seghedino.

## Storia
Una prima stazione provvisoria fu costruita nel 1854, anno in cui Seghedino verrà raggiunta dalla ferrovia. Sarà solamente quattro anni più tardi, con l'apertura della linea per Temesvár, che verrà costruito un edificio vero e proprio. Quest'ultima struttura sarà sostituita  da quella attuale, progettata dall'architetto Ferenc Pfaff su incarico delle ferrovie di stato ungheresi, nel 1902.
L'edificio ha subito importanti restauri nel 1964 e nel 2006.